# Ponte do Vascão
A Ponte do Vascão é uma infraestrutura rodoviária, que transporta a Estrada Nacional 122 sobre a Ribeira do Vascão, na fronteira entre as regiões do Alentejo e do Algarve, em Portugal.

## Descrição
A ponte situa-se entre os concelhos de Alcoutim, no Algarve, e Mértola, no Alentejo. É composta por três vãos, com um comprimento total de 65 m. Transporta a Estrada Nacional 122, que aquando da construção da ponte era demominada de estrada nacional n.º 17.

## História

### Planeamento e construção
A estrutura esteve planeada pelo menos desde 1910, tendo o o jornal O Algarve reportado em 18 de Dezembro desse ano que «o Sr. Zacharias Guerreiro tem empregado as suas melhores diligencias para obter do ministro do fomento que seja construida a ponte sobre a ribeira do Vascão, o que fará a ligação da nossa viação ordinária com o resto do paiz. Actualmente, que a vilegiatura em automoveis concorre com a viação da linha ferrea, um tal melhoramento representa uma importante acquisição para facilitar a vinda de touristes á nossa bella provincia». Em 12 de Março de 1911, o jornal noticiou que o Ministro do Fomento, Brito Camacho, tinha manifestado a sua intenção em construir uma ponte sobre a Ribeira do Vascão, como parte de um programa de melhoramento das vias rodoviárias nas regiões do Alentejo e Algarve, e em 23 de Julho desse ano comentou que «vae, emfim, ser arrematada no dia 14 do proximo mez de agosto, na administração do concelho de Loulé, a construção da ponte sobre a ribeira do Vascão, na estrada nacional n.º 17, que liga a provincia do Alemtejo à nossa». Em 2 de Julho, o jornal O Heraldo referiu que estava a ser preparado o caderno de encargos para a arrematação da empreitada de construção da ponte, e em 15 de Outubro, o jornal O Algarve noticiou que uma portaria de 30 de Setembro tinha entregue a empreitada da ponte a José Mendes Tengarrinha, e que daí a poucos dias iriam ter início as obras.
Em 2 de Março de 1912, o jornal O Povo Algarvio reportou que as obras tinham sido totalmente paralisadas devido a grandes cheias na ribeira do Vascão. Em 4 de Agosto desse ano, o jornal O Algarve referiu que «vão principiar em breve os trabalhos da construcção da ponte sobre a ribeira do Vascão, que liga a nossa provincia com o resto do paiz, e que o orçamento, no valor de 13:900$000 Réis, já tinha sido aprovado. Em 8 de Outubro de 1913, o jornal O Heraldo noticiou que já tinham sido terminadas as obras da ponte. Porém, a estrutura terá sido concluída antes do resto da estrada, porque em 12 de Novembro desse ano, foi anunciado no Heraldo anunciou que na Direcção de Obras Públicas de Beja iria à praça a empreitada para o lanço entre a ribeira do Vascão e o Casal de Adegueno.  Em 7 de Dezembro, o jornal O Algarve relatou que «os engenheiros chefes de 2.ª classe Sr. Carlos Henriques Albers, diretor de obras publicas de Faro e João Alvaro Pestana Girão, diretor das obras publicas de Evora, foram nomeados para com o engenheiro Sr. Joaquim da Silva Carvalho, vistoriar os trabalhos da ponte sobre a ribeira do Vascão na estrada de Faro a Beja afim de verificar se podem ser recebidos do empreiteiro. Em 17 de Janeiro de 1915, noticiou que «o sr. José Mendes Tengarrinha, empreiteiro da construção da ponte sobre a ribeira do Vascão, na estrada nacional n.º 17, de Beja a Faro, requereu que lhe seja feita a receção definitiva da empreitada». Em 23 de Junho de 1935, o jornal Povo Algarvio noticiou que estava a ser feito o estudo para o lanço de estrada entre as margens da ribeira do Vascão e o troço entre Alcoutim e Pereiro.

### Abertura ao serviço e primeiros anos
Porém, a ponte só entrou oficialmente ao serviço em 1946.
Desde a sua inauguração, a ponte ganhou um significado simbólico devido à sua localização na fronteira entre o Alentejo e o Algarve, tendo por exemplo sido citada por Manuel Virgínio Pires na sua descrição de uma viagem de excursionistas entre Tavira e Sevilha, em 1954: «Continua a marcha através da serra, por entre a vegetação exuberante que bem se amolda á amenidade do clima; galga-se a ponte do Vascão e eis-nos em terras do Alentejo.» e pelo professor Trindade e Lima no seu percurso entre o Algarve e Lisboa, em 1957: «o carro põe-se em marcha e o caminho é já meu conhecido. Tristemente seco e desarborizado. Pela ponte lançada sobre o Vascão deixo o Algarve e entro no Alentejo». Também em 1957, Mário Zambujal refere a passagem pela ponte no jornal Folha do Domingo que «Aqui estou eu, neste meu velho Alentejo de que já tinha saudades. Dizem que é triste, que é feio, que é isto, que é aquilo, Será. Mas quando atravesso a ponte do Vascão é uma alma nova que me entra».
Em 1960, foi pela Ponte do Vascão que entrou no Algarve o Núncio apostólico de Portugal, Giovanni Panico, para participar nas festas de Nossa Senhora de Lurdes e da Acção Católica, tendo sido recebido na ponte por uma comitiva que incluía o Governador Civil de Faro, António Baptista da Silva Coelho, e outras altas figuras civis e religiosas da região. No ano seguinte, transitou pela ponte a comitiva que levou as relíquias de São Gonçalo de Lagos até Lagos, por ocasião das comemorações centenárias do santo.

### Remodelação
Em 1 de Julho de 2024 a empresa Infraestruturas de Portugal consignou a empreitada EN122 - Ponte do Vascão (km 72,816) - Reabilitação e reforço estrutural, com um valor aproximado de 2,9 milhões de Euros, que tinha como finalidade proceder ao restauro e reforço estrutural da ponte, para melhorar as condições de circulação e de segurança, e prolongar a sua vida útil. Neste sentido, iria ser totalmente substituído o tabuleiro, que passaria a ser suportado por uma estrutura de elementos metálicos, com 1,7 m de altura. O tabuleiro passaria a ter uma largura de 10 m, suficiente para albergar uma faixa de rodagem com duas vias de 3 m cada, bermas laterais de 0,5 m, e dois passadiços com 1,5 m de largura. Também estava prevista uma operação de encamisamento dos muros exteriores, nos encontros e pilares. Além da ponte em si, o programa de obras também contemplava a substituição do pavimento nos acessos à ponte, e a instalação de sinalização e de barreiras de segurança. Em 1 de Outubro desse, a ponte foi temporariamente encerrada para se proceder às obras de substituição do tabuleiro, tendo o trânsito sido desviado pelas Estradas Municipais 506 e 507, por São Bartolomeu de Via Glória e Giões.